# 明月店镇
明月店镇，是中华人民共和国河北省保定市定州市下辖的一个乡镇级行政单位。

## 行政区划
明月店镇下辖以下地区：
明月店村、三十里铺村、寨西店村、十家町村、西刘家庄村、大道庄村、侯家洼村、陵南村、陵北村、闫家庄村、东落家町村、西落家町村、三回寨村、廿五里铺村、刘家店村、吴咬村社区村、解咬村、张咬村、王咬村、李咬村、大杨咬村、小杨咬村、廿里铺村、沟里社区村、赵家洼社区村、于沿士村、崔沿士村、王沿士村、齐家佐村、康庄子村和寨南村。

## 交通
- 京广铁路：寨西店站